# Eoin Ryan
Eoin Ryan (né le 24 février 1953) est un homme politique irlandais du Fianna Fáil. Il est Député européen pour Dublin de 2004 à 2009, et est également Teachta Dála (TD) pour Dublin Sud-Est de 1992 à 2007.

## Biographie
Ryan est né à Dublin en 1953 et fait ses études au St. Mary's College de Rathmines, au Collège de commerce, Rathmines et au Kildalton Horticulture College, dans le comté de Kilkenny. En 1985, il est élu au conseil municipal de Dublin. En 1989, il est nommé au Seanad Éireann par le Taoiseach Charles Haughey. Ryan est élu au Dáil Éireann pour la première fois aux élections générales de 1992. Il est réélu aux élections générales de 1997, en tête du scrutin dans la circonscription du sud-est de Dublin.
En février 2000, Ryan est nommé ministre d'État au ministère du Tourisme, du Sport et des Loisirs. Il n'est pas reconduit dans ses fonctions en 2002. En 2004, il est élu au Parlement européen dans la circonscription de Dublin, siégeant dans le groupe de l'Union pour l'Europe des nations.
Ryan vient d'une famille politique irlandaise. Son père, Eoin Ryan Snr, est sénateur au Seanad Éireann pendant plusieurs années. Son grand-père, James Ryan, est membre fondateur du Fianna Fáil et ministre.
Ryan se retire de la politique nationale lors des élections générales de 2007, choisissant de se concentrer sur la politique européenne. Il perd son siège aux élections européennes de 2009.